# Rhynchostruthus louisae
Rhynchostruthus louisae (лат.) — вид птиц из семейства вьюрковых. Подвидов не выделяют.

## Название
Видовое название присвоено в честь Луизы Джейн Форбс Лорт Филлипс (Louise Jane Forbes Lort Phillips née Gunnis (1857—1946), жены трофейного охотника на крупную африканскую дичь Э. Лорта Филлипса (E. Lort Phillips; 1857—1943), который и описал данный таксон.

## Таксономия
Некоторыми специалистами все еще включается в качестве подвида в состав Rhynchostruthus socotranus, но согласно последним исследованиям это отдельный вид птиц.

## Распространение
Эндемики Сомалиленда.

## Описание
Длина тела 14-15 см, вес птицы 23-26 г. Самцы в целом серо-коричневые с чёрным клювом, который меньше, чем у других представителей рода. У них имеются темная маска на «лице» и большие ярко-желтые пятна на крыльях и хвосте. Самки похожи на самцов, но несколько тусклее, у молодых особей видны полосы, а маска нечеткая.

## Биология
Рацион в основном неизвестен, предположительно, такой же, как у других членов рода. Другие аспекты поведения также малоизучены.